# Orkok (Warhammer 40 000)

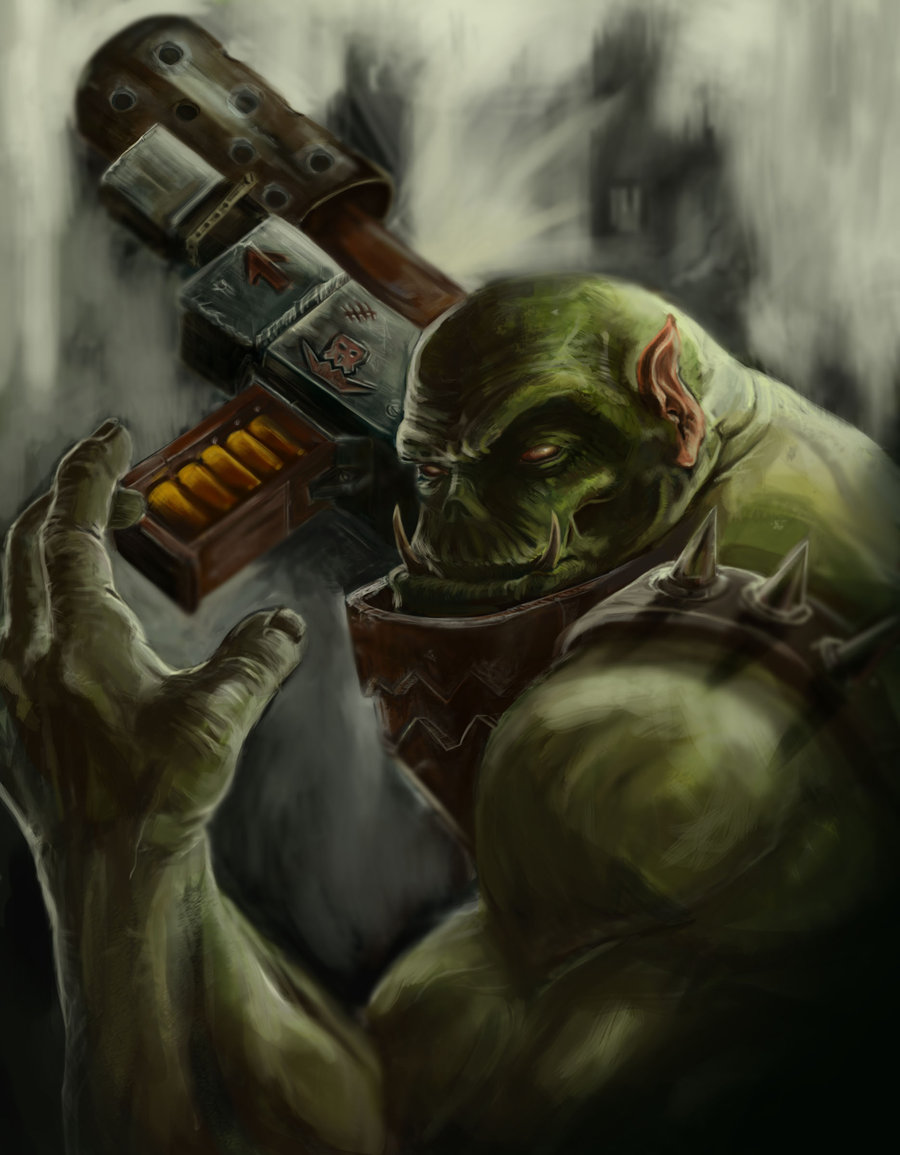

A Warhammer 40 000 világában az Orkok alapfajként szerepelnek mind a középkorban, mind pedig a jövőbeni világban. A számítógépen először a Warhammer 40 000 Dawn of War játékában szerepeltek, a Chaos, az Eldar és a Space Marinek mellett. Fontos tudni, hogy a galaxis legelterjedtebb faja, mindenhol feltűnnek, ahol harcra utaló tevékenységet szimatolnak. Igazi veszélyt akkor jelentenek, ha nagyobb hordákba tömörülnek és a több milliónyi Ork egy viszonylag értelmes vezetőt kap. Erre volt jó példa a Winter Assault kiegészítőben Gorgutz, aki egy kisebb hordából hatalmas, planétákat elsöprő Waaagh!!!!-t hozott létre.
Az Orkok nem éreznek félelmet és a fájdalom küszöbük is nagyon magas. Nem kell a csata közben és előtt, vagy utána mindenféle istenhez imádkozniuk, vagy erőt kérniük a harchoz. Mivel tökéletesen harcra teremtették őket, precízen és pontosan teszik a dolgukat. Ha vége a csatának és már mindenkit kiirtottak, akkor a harc heve által vezérelve egymásnak esnek és további trófeákért küzdenek.

## Testfelépítésük
A Warhammer 40 000 világában az Orkok küllemre egy emberszerű, zöld bőrrel rendelkező faj. Testi adottságaikat tekintve rendkívül erősek. Rendszerint görnyedve járnak, ha kihúzzák magukat magasabbak, mint egy átlagos ember, leginkább a gorillákéhoz hasonlítható a tartásuk. Fontos megemlítenünk azt a tényt is, hogy egy Ork túlél egy küzdelmet és sikerül trófeát szereznie, akkor teste megerősödik, és nagyobbá válik, nő a testsúlya és sokkal agresszívabb lesz. Amennyiben a későbbiekben újabb kihívást nyer meg, akkor Nobá válik, ami az angol "noble" (pompás, csodálatos, nemes) szó rövidítése. A Hadfőnökök és a Hadurak pedig vezető szerepet töltenek be a klán életében, rendkívül nagyok és erősek, ez feltételezi, hogy okosabbak is, mivel jó pár támadást túléltek. A legjobb példa erre Ghazghkull aki 6 méteres magasságot ér el, nem éppen rövid élete során. Az Orkok ugyanis életük végéig nőnek, fejlődnek, és valószínűleg halhatatlanok, habár a természetüket ismerve, ez sosem fog kiderülni. 
A testüket ért károsodások, negatív behatások ellen remek védekező mechanizmust dolgozott ki testük. Ha egy ork a csatában elveszíti az egyik karját, és felszedi, majd visszavarrja azt, akkor a nap végén már újabb koponyákat zúzhat be vele.
A zöldbőrűek rendelkeznek nyelvvel, de hatalmas fogakkal is, így egyes hangokat képtelenek kiejteni. Mivel kénytelenek voltak megtanulni a birodalmi gótot, hogy üzletelni tudjanak a humánokkal, ezért egy viszonylag egyszerű és egyedi nyelvjárást használnak. Pl. a “h” hang kiejtése számukra lehetetlen és ezért is használják a Head szó helyett a Ead, vagy a Hunter helyet a Unta szavakat. A „th” kiejtése is számukra lehetetlen feladat, egyszerűen csak „f” ejtenek helyette. Pl. „teef” és „Fink” a teeth és a think szavak helyett.  A többes számot nem az „s”el fejezik ki, hanem a „z” hanggal. Tehát Gorgutz teljes neve is innen ered: Gorgutz ‘Ead ‘Unter A Dawn of War játékokban is eképpen szólnak a játékoshoz, persze minél nagyobb és erősebb egy Ork egység, vagy vezető, annál kevésbé beszél hozzánk tiszteletteljesen. A játék II. részében, van hogy a Warboss lusta tetűnek nevez minket. Ezen ne is csodálkozzunk, hiszen az Orkok az erőn kívül semmit sem tisztelnek. 
A faj testét nem fedi semmiféle szőr, de díszítésképpen Squigeket használnak, pl. a fejükre ragasztják, vagy copfba fogják. Mindezek mellett borotvaéles fogakkal rendelkeznek, és fülük is van, amibe szívesen helyeznek különféle ékszereket.

## Eredet
Az Orkok nem rendelkeznek nemi szervvel, spórák segítségével szaporodnak. Ez azzal magyarázható, hogy a régi időkben a The Brain Boyznak nevezett intelligens faj segítségére sietett az akkor még szolgaként tevékenykedő Orkoknak. A faj védelme érdekében a DNS-üket módosították és egy bizonyos „techno gént” helyeztek el. Ennek a lényege az volt, hogy tartalmazta azokat a képességeket, amikkel egy ember is bír, pl. ha a babáknak vízbe kerül a fejük, azonnal visszatartják a lélegzetüket. Mindezek mellett a techno gén biztosítja a fegyverkezelési jártasságot, a baltával való tökéletes bánást, és a nyelvbeszélést is. Akikben ez a gén erősebb azokból Mekboyz, vagy Painboyz válik a későbbiek során. A Gorkamorka kiadása után némileg módosult az eredetük, mivel itt már az Orkok a zöld bőrű Krork leszármazottjai, akiket a Necrontyr elleni háborúra fejlesztettek ki. Azonban a teremtmények fellázadtak és önálló életet kezdtek, bolyongva a galaxisban.

## Fegyverzet
A játékok során fejleszthetjük, illetve bővíthetjük az Orkok fegyver arzenálját, amire szükség is van. Ha úgy nézzük egy kifejlett Nob minden műtét, és beavatkozás nélkül van olyan erős, és rendelkezik azokkal a képességekkel, amivel egy Space Marine. Mégis, szinte lehetetlen lenne több milliárd harcost normális, és ütőképes fegyverekkel ellátni. Így leginkább az elit egységek bírnak igazán ütőképes fegyverekkel. Persze bármilyen szemétből és kacatból képes egy igazán ügyes Mekboy valami halálosztót kovácsolni. Nagyobb tárgyak, pl. tankok javítására, pedig ott van a rendkívül ütőképes Big Mek, aki a játékban teleprotációs képességével nagy előnyhöz juttatja a játékost. Itt nagyon fontos megemlíteni, hogy a Deat or Glory novellában Ciaphas Cain említést tesz, hogy az Orkok könnyű szerrel használták ellene a fegyvereket, mikor azonban ők próbálták meg ugyanezeket az eszközöket használni, egyik sem működött, vagy beragadt. Amikor szétszedték őket, a legtöbb alkatrész működésképtelen volt, vagy esetleg törött. Itt derült ki az a tény, hogy a WAAAGH!!! ereje képes meghajtani ezeket a tákolmányokat és csakis a zöldbőrűek képesek őket rendesen használni. A rossz minőségű fegyverek mellett az Orkok rengeteg bombával, rendelkeznek. Imádják a robbantást, a rombolást. A Tankbusta osztag kifejezetten tankok kiiktatására specializálódott egység, akik fejletlen fegyvereikkel támadnak a páncélosokra, azonban sokszor van, hogy a fegyver már a kezükben felrobban, vagy a lövedék visszafordul, esetleg lepattan és megöli a támadót. 
Érdemes még azt is megjegyezni, hogy az orkok teóriája szerint: “Da red wunz go fasta!” Tehát ami piros, az gyorsabb, ezért is festik ilyen színűre a járműveiket, és díszítik őket lángokkal. Mindezek mellett egy hagyományos ember számára mérgező gázokat okádnak kipufogóik és az Eldarokkal ellentétben, a minél nagyobb és hangosabb a legjobb elvet vallják. Az Orkok ezenfelül rendkívül ügyesen bánnak a fegyverekkel, egy esetben rátették a kezüket egy nagyobb Tau rakományra, azonban ezen faj fegyverei úgy vannak kódolva, hogy csak Tau képes őket használni. Az Orkok szépen szétkapták a csúzlikat és összeeszkábáltak mindenféle halálos ketyerét, amivel aztán arattak a Tauk között. Ezért is veszélyes, ha egy Nob kezébe Heavy Bolter, vagy egy jobbfajta lángszóró kerül. Rövid idő alatt megtanulják a kezelésüket, és mesterien használják őket alkotóik ellen.

## Az ork egységek
- Slugga Boyz: A legalapvetőbb ork szárazföldi egység, amely gyengén páncélozott és ramaty fegyverekkel bír. Igazi ereje a túlerőben rejlik. Ha megtámadnak egy várost, akkor millió, vagy milliárd számra ömlenek az ellenségre.  Többnyire élő pajzsként vetik be őket, mindegy zöld gyilkos hullámként uralva a harcteret.
- Shoota Boyz: Ők távolsági lövő fegyverekkel csatlakoznak a Waaagh!!!- hoz. Ezen egységek a Sluggák mögött sorakoznak fel, és megállás nélkül lőnek mindenre, ami mozog. Igen, akár saját fajtájukat is kiírtják.
- Mad Doks: másik nevük Painboyz. Az ork faj doktorai, a sérülteket gyógyítják, de a szellemi károsodást képtelenek gyógyítani. A fajtársak csak a legvégső esetben látogatnak el hozzájuk, mivel a kísérletező kedv jellemző erre az egységre, vagy éppen a figyelmetlenségből ép végtag levágása is gyakori. A fejlettebb és nagyobb Mad Dokokat “painbosses”-ként emlegetik és a csatatéren cybork páncél által védve, segíti ki bajtársait.
- Yellerz: A játékban nem találkozhatunk vele, azonban az Orkok számára egy igen fontos egység. Alapban nagyon erős hanggal van megáldva, az Ork Titánok tetején ülve kiabálnak, buzdítják a fiúkat és osztják feljebbvalóik parancsát.  Az orkoknál a papoknak felelnek meg.
- Mekboyz: a mérnök egység. Nekik mindegy, hogy használhatatlan kacat, vagy Space Marinektől szerzett fegyver. Ragasztanak, kalapálnak, építenek, és már támadnak is. A “Mekboy’s tools” segítségével javítanak meg tárgyakat és az szabálykönyv 5. kiadása után már a Big Mekek Ork sereget is vezethettek.
- Pigdoks: egy okos kombinációja a Mekboyoknak és a Doksoknak, de messze nem olyan képzettek. Sok esetben tudatlanságuk, kísérletező kedvük áldozatai lesznek és harcban is járművek mellett haladnak, amik ha nem figyelnek, könnyű szerrel áttaposnak rajtuk.
- Slavers: A gerchinekre, vagy squigsekre, vagy azon kevés legyőzöttekre akiket életben hagynak vigyázó egységek. Kereskedést és üzletelést folytatnak, illetve megbízást adnak olyan fajoknak akik segítik az Orkokat olyan feladatokban amiket ők nem tudnak végrehajtani.
- Weirdboyz: az Ork psy egységek. Az egyetlen olyan egység az egész univerzumba, aki a Waaagh!!! erejével képes olyan erőket előhívni amelyek hatalmas pusztítást végezhetnek. Mindezek mellett ha rosszul sül el a dolog, akkor az Ork feje felrobban, és azoké az orkoké is akik az erő útjába állnak. A csatákat nagyon kis eséllyel élik túl, ha nem az ellenség öli meg őket, akkor társaik tapossák el, ugyanis ez a faj nem sokra becsüli a varázslatokat.
- Stormboyz: a hátukra szerelt rakéták segítségével képesek beugrani az ellenség közé. Jobban felszereltek, mint egy Slugga, erősebbek a fegyvereik. Igazából azon Orkok alapították ezt a kasztot, akik el akartak szakadni a parancsolgató Warbossoktól és saját útjukat járták volna, elsőként támadva az ellenségre.
- Kommandos: Elit egységek, álcázó berendezéssel, felderítésekre, lopakodásra használják őket. Minden Warboss igényli a szolgálataikat, nagyon hasznos egységek.  Boss Snikrot volt az egyik leghíresebb képviselőjük, mivel orkjaival a dzsungelben bujkálva az Impérium erőit elég rendesen megritkította, és ahol tudott keresztbe tett nekik.
- Tankbustas: a nehézpáncélos egységek ellen bevetett Orkok. Imádják, ha valami felrobban, ha tehetik náluk sokkal nagyobb dolgokra, támadnak és próbálják meg szétzúzni. Van, hogy squigeket használnak, és rájuk kötnek robbanószert, majd ezen állatok nekifutnak a járműveknek. Ha ez a taktika nem jön be, akkor saját maguk rohannak neki, hogy felrobbantsák a dolgot.

Még számos fajta ork létezik, pl. Sumboyz, akik bankár munkát végeznek, vagy Minderzek akik a Weirdboyzok testőrei, de ők nagyon kis számban vannak jelen. A felsoroltakon kívül fontosabb ork faj még a Brewboyz, ők az alkoholt állítják elő az Orkok számára.

## Táplálkozás, Orkokkal élő fajok
Legszívesebben húst fogyasztanak. Funginak hívják ezt az állatot, de igazából mindent befalnak, ami az útjukba kerül. Az orkokkal együtt él egy Squigs nevű faj is, akik szintén szerepelnek az étlapon. Plusz mindenféle szolga munkát velük végeztetnek, igazi rabszolgák. Bárki megölheti őket, életük semmit sem ér. Régebben a Tyranida fajhoz tartoztak, ma már az Orkokhoz soroljuk őket. Mindezek mellett használják őket csatákban is, nagyobb társaikat, akár egy lovat, befogják és felszerelik különféle szúró fegyverekkel.  Ezen kívül van még a “Face-eater Squig”, akivel azt a játékot szokták játszani, hogy a lény és az ork is kitátja a száját, mintha csókot adnának egymásnak, és aki előbb leharapja a másik fejét, az nyer. Ha egy Squig hatalmasra megnő, akkor beszélhetünk Squiggoth-ról, ami a Dawn of War első részében a legerősebb járműként szerepelt.  A csatákban nagyobb hordákba verődnek és mobil erődként is használják őket. Mindent lerombolnak, ami az útjukba kerül, vérszomjas állatok.

## Vallás
Az Orkok két istent tisztelnek, akik egykoron hatalmas harcosok voltak. Az egyik Gork, a másik, pedig Mork. Tőlük származik a Waaagh!!! ereje és a két mondat: Gork – “Brutal but kunnin’”, és a Mork – “Kunnin’ but brutal”. Egyes mitológiák szerint ez a Védekezés és Támadás Ork megfelelője. A Yellerz ork fajta nem volt az alap táblás játék része, később kerültek csak be, ezt a felállást a Gorkamorka című játék még jobban átrendezte. Több elmélet is származik az Isteneikről, van amelyikben a két Warboss összecsap és a faj történelmének legnagyobb ork-ork elleni csatáját vívják meg egy bolygón, ami ettől szét is esett.
Az is megesett, hogy néhányan a Káosz zászlói alá álltak. Ennek az, az oka, hogy a vér és az ölés iránti megszállottság és a kis agytérfogat segítségével irányítása alá kerülnek és imádni kezdik Khorne-t
Egyes feljegyzések szerint a Császár embereivel is szövetkeztek és a Blood Axes klán többször is csatába szállt a humánok oldalán. Ezért is található róluk a legtöbb feljegyzés és szerepelnek nagyon sok kódexben. Igazából nem irányították az orkokat, csak előre küldték őket, hogy gyengítsék meg az ellenség védelmét, vagy éppen a kisebb állomásokat számolják fel. A tauknak is többször rá kellett jönniük, hogy az Orkok csak addig társak, amíg el nem fogy az ellenfél, utána a nekik adott fegyvereket fordítják ellenük.

## Klánok
A következő lista azokat a nagyobb ork klánokat sorolja fel, akik szerepelnek a számítógépes játékban:
- Bad Moonz, Blood Axes, Death Skulls, Evil Sunz, Goofs, Snakebites, The Kult of Speed, Freebooterz, Flyboyz, Feral Orks

## Fordítás
- Ez a szócikk részben vagy egészben  az   Ork (Warhammer 40,000) című angol Wikipédia-szócikk ezen változatának fordításán alapul.  Az eredeti cikk szerkesztőit annak laptörténete sorolja fel. Ez a jelzés csupán a megfogalmazás eredetét és a szerzői jogokat jelzi, nem szolgál a cikkben szereplő információk forrásmegjelöléseként.